# Automolis fulvociliata
Automolis fulvociliata là một loài bướm đêm thuộc phân họ Arctiinae, họ Erebidae.